# Skírnir

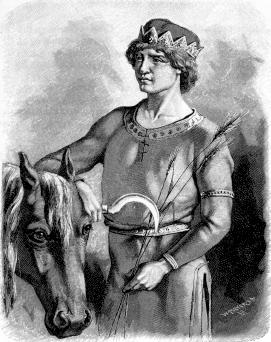
Il·lustració de l'edició sueca de Fredrik Sander, 1893, de la Edda poètica.

En la mitologia nòrdica, Skírnir és el missatger i vassall de Frey. El seu nom significa "el que brilla". Segons Skírnismál, va ser enviat com a missatger a Jötunheim per a conduir la processó de Frey a Gerðr, donant-li la seva espasa. També va ser enviat amb els nans per ordena'ls-hi que construïssin la cadena Gleipnir per a lligar el llop Fenrir.